# Victor Webster
Victor Webster (Calgary, 7 febbraio 1973) è un attore canadese.

## Biografia
Inizia la sua carriera come attore studiando teatro dalle scuole elementari al college. È apparso in qualche episodio di Sunset Beach e in Il tempo della nostra vita. In seguito partecipa al film The Chippendales Murder. 
Victor Webster è cintura nera di Tae Kwon Do e ottiene un record per essere stato imbattuto come kickboxer amatoriale. Ha lavorato in organizzazioni di beneficenza per aiutare i bambini, i diritti degli animali e la violenza sulle donne. Nel 2001 sfonda in tv dopo aver ottenuto il ruolo di Brennan Mulwray in Mutant X. Ottiene poi, nel 2006, il ruolo di Cupido in Streghe.

## Filmografia

### Cinema
- Gangland, regia di Art Camacho (2001)
- Un ciclone in casa (Bringing Down the House), regia di Adam Shankman (2003)
- Dirty Love - Tutti pazzi per Jenny (Dirty Love ), regia di John Asher (2005)
- Partnerperfetto.com (Must love dogs ), regia di Gary David Goldberg (2005)
- Life Happens, regia di Bryan Stratte – cortometraggio (2006)
- Man vs. Monday, regia di Ian Ziering – cortometraggio (2006)
- Heart of a Dragon, regia di Michael French (2008)
- Il mondo dei replicanti (Surrogates), regia di Jonathan Mostow (2009)
- Why Did I Get Married Too?, regia di Tyler Perry (2010)
- Burning Palms, regia di Christopher Landon (2010)
- Coming & Going, regia di Edoardo Ponti (2011)
- Expulsion, regia di Eric Etebari – cortometraggio (2011)
- Project: S.E.R.A., regia di Benjamin Howdeshell – cortometraggio (2012)
- Il Re Scorpione 3 - La battaglia finale (The Scorpion King 3: Battle for Redemption), regia di Roel Reiné (2012)
- Ragin Cajun Redneck Gators, regia di Griff Furst (2013)
- Embrace of the Vampire, regia di Carl Bessai (2013)
- Happy Birthday, regia di Erin Stegeman – cortometraggio (2014)
- A Good Man, regia di Keoni Waxman (2014)
- Happy Birthday, episodio di Fun Size Horror: Volume One, regia di Erin Stegeman (2015)
- Il Re Scorpione 4 - La conquista del potere (The Scorpion King 4: Quest for Power), regia di Mike Elliott (2015)
- Dead Rising: Endgame, regia di Pat Williams (2016)
- Bing feng bao, regia di Fay Yu (2019)

### Televisione
- Sunset Beach – serial TV, 4 puntate (1998-1999)
- Il tempo della nostra vita (Days of Our Lives) – serial TV, 61 puntate (1999-2000)
- Road to Justice - Il giustiziere (18 Wheels of Justice) – serie TV, episodio 2x08 (2001)
- Baywatch (Baywatch Hawaii) – serie TV, episodio 11x16 (2001)
- Becker – serie TV, episodio 3x18 (2001)
- V.I.P. Vallery Irons Protection – serie TV, episodio 4x06 (2001)
- Mutant X – serie TV, 66 episodi (2001-2004)
- Sex and the city – serie TV, episodio 6x01 (2003)
- Las Vegas – serie TV, episodio 2x21 (2005)
- Inconceivable – serie TV, episodio 1x02 (2005)
- Noah's Arc – serie TV, episodio 1x07 (2005)
- Emily's Reasons Why Not – miniserie TV, episodio 1 (2006)
- Streghe – serie TV, 7 episodi (2006)
- Reba – serie TV, episodio 6x01 (2006)
- CSI: Miami – serie TV, episodio 5x13 (2007)
- NCIS - Unità anticrimine (NCIS) – serie TV, episodio 4x13 (2007)
- Moonlight – serie TV, episodio 1x09 (2007)
- Harper's Island – serie TV, episodi 1x01-1x02-1x03 (2007-2008)
- Lincoln Heights - Ritorno a casa (Lincoln Heights) – serie TV, 6 episodi (2007-2008)
- Dirt – serie TV, episodio 2x06 (2008)
- Il mistero dei capelli scomparsi (Killer Hair), regia di Jerry Ciccoritti – film TV (2009)
- Sfilata con delitto (Hostile Makeover), regia di Jerry Ciccoritti – film TV (2009)
- Melrose Place – serie TV, 8 episodi (2009)
- Criminal Minds – serie TV, episodio 5x14 (2009)
- Bones – serie TV, episodio 5x17 (2010)
- Castle – serie TV, 4 episodi (2010-2011)
- Terapia d'urto (Necessary Roughness) - serie TV, episodio 1x04 (2011)
- NCIS: Los Angeles – serie TV, episodio 2x20 (2011)
- Drop Dead Diva – serie TV, episodio 3x02 (2011)
- CSI - Scena del crimine (CSI: Crime Scene Investigation) – serie TV, episodio 12x07 (2011)
- The Exes – serie TV, episodio 1x04 (2011)
- White Collar – serie TV, episodio 4x09 (2012)
- Continuum – serie TV, 42 episodi (2012-2015)
- Cracked – serie TV, episodio 1x13 (2013)
- La calza magica (Magic Stocking), regia di David Winning – film TV (2015)
- Mom – serie TV, episodio 2x18 (2015)
- Girlfriends' Guide to Divorce – serie TV, episodi 1x06-2x09 (2015-2016)
- Vacanza d'amore (Summer Villa), regia di Pat Kiely – film TV (2016)
- Fragranza d'amore (Love Blossoms), regia di Jonathan Wright – film TV (2017)
- Younger – serie TV, episodio 4x04 (2017)
- Chesapeake Shores – serie TV, 4 episodi (2017-2018)
- Un amore a distanza (Home for Christmas), regia di Gary Harvey – film TV (2017)
- Workin' Moms – serie TV, 11 episodi (2019-2020)
- Il velo nuziale - L'eredità (The Wedding Veil Legacy), regia di Terry Ingram – film (2022)
- Il velo nuziale - Luna di miele in Grecia (The Wedding Veil Journey), regia di Ron Oliver – film TV (2023)

## Doppiatori italiani
Nelle versioni in italiano delle opere in cui ha recitato, Victor Webster è stato doppiato da:
- Luca Ward in Il re Scorpione 3 - La battaglia finale, Il Re Scorpione 4 - La conquista del potere
- Marco Vivio in Streghe, Castle
- Simone Crisari ne Il velo nuziale - L'eredità, Il velo nuziale - Luna di miele in Grecia
- Simone D'Andrea in Continuum, Motherland: Fort Salem
- Alessandro Messina in CSI - Scena del crimine
- Niseem Onorato in NCIS - Unità anticrimine
- Sergio Lucchetti in Partnerperfetto.com
- Claudio Sorrentino in Fragranza d'amore
- Davide Lepore in CSI: Miami
- Massimo De Ambrosis in Criminal Minds
- Gianfranco Miranda in NCIS: Los Angeles
- Giorgio Borghetti in Melrose Place
- Andrea Mete in White Collar
- Fabrizio Russotto in A Good Man
- Fabio Boccanera in All Rise
- Massimo Bitossi in Workin' Moms